# Џинкс Мејз
Џинкс Мејз (енгл. Jynx Maze; 6. октобар 1990) америчка је порнографска глумица перуанско-ирско-шкотског порекла.

## Каријера
Мејзова је радила као стриптизета у граду Чико, Калифорнија, пре него што је почела да снима порно-филмове у фебруару 2010. године. Прву сцену је урадила за интернет сајт Kink.com's. Године 2011, часопис Комплекс је рангирао на 16 место листе „100 најбољих порно звезда“.

## Изабрана филмографија
- 2010 – Ass Worship 12
- 2010 – Big Wet Asses 18
- 2010 – Face Fucking, Inc. 10
- 2010 – Slutty and Sluttier 13
- 2010 – The Human Sexipede
- 2011 – Ass Worship 13
- 2011 – Face Fucking, Inc. 11
- 2011 – POV Pervert 13
- 2011 – Slutty and Sluttier 15
- 2012 – Asses of Face Destruction 11
- 2012 - Pornstars Punishment 6
- 2013 - Anal Asses
- 2013 - Schoolgirl Stories

## Награде и номинације
- 2010 CAVR награда номинована – Starlet of Year[3]
- 2011 XBIZ награда номинована – New Starlet of the Year[4]
- 2012 АВН награда номинована – Best Anal Sex Scene – Slutty & Sluttier 13[5]
- 2012 АВН награда номинована – Best Double-Penetration Scene – Anal Fanatic 2[5]
- 2012 АВН награда номинована – Best New Starlet[5]
- 2012 АВН награда номинована – Best Tease Performance – Big Wet Asses 18[5]
- 2012 АВН награда номинована – Best Three-Way Sex Scene (G/B/B) – Sex Appeal[5]
- 2012 XRCO награда номинована – Cream Dream[6]
- 2013 АВН награда номинована – Best Tease Performance – Slutty N’ Sluttier 15[7]
- 2013 XBIZ награда номинована – Best Scene, Vignette Release – This Is Why I’m Hot 2[8]